# Malachowka
Malachowka (russisch Малаховка) ist eine Siedlung städtischen Typs mit 24.004 Einwohnern (Stand 14. Oktober 2010) in der Oblast Moskau, Russland.

## Lage
Malachowka liegt im südöstlichen Teil der Moskauer Oblast, etwa 30 km von Moskau entfernt, in unmittelbarer Nachbarschaft der Siedlung Kraskowo. Weitere nahe gelegene Orte sind unter anderem die Großstadt und das Rajon-Zentrum Ljuberzy sowie die Siedlung Bykowo.
Durch Malachowka verläuft die Eisenbahnstrecke Moskau–Rjasan–Kasan, die am Kasaner Bahnhof in Moskau beginnt. Mit diesem wird Malachowka durch regelmäßig verkehrende Vorortzüge (sogenannte Elektritschki) verbunden.

## Geschichte
Erste schriftliche Erwähnungen des Dorfes Malachowo gab es bereits im frühen 14. Jahrhundert, unter dem Moskauer Großfürsten Iwan Kalita. Allerdings ist eine sichere Zuordnung dieses Ortsnamen zu Malachowka heute nicht möglich. Genauere Dokumentationen zum Ort gab es erst ab Mitte des 19. Jahrhunderts.
Im Jahr 1865 wurde die wichtige Eisenbahnverbindung von Moskau nach Rjasan eröffnet, die am Dorf vorbeiführte, 1884 entstand an der Strecke dann ein Bahnhof namens Malachowka. Seitdem entwickelte sich die Ortschaft zunehmend als Datschensiedlung für wohlhabende Moskowiter – in den 1910er-Jahren zählte sie bereits rund 3000 Einwohner, in den Sommermonaten sogar ein Vielfaches davon. Für Erholungssuchende entstand in Malachowka Anfang des 20. Jahrhunderts ein Sommertheater, an dessen Aufführungen auch prominente Künstler wie Fjodor Schaljapin mitwirkten.
Nach dem Ersten Weltkrieg wurde im Ort eine Waisenkindersiedlung insbesondere für jüdische Waisenkinder eingerichtet, an der Marc Chagall, Der Nister, David Hofstein, Leib Kvitko, Moshe Lifshits und andere lehrten.
In den 1930er-Jahren sowie in der Nachkriegszeit wurden in Malachowka nicht nur weitere Datschenviertel errichtet, sondern auch eine Vielzahl öffentlicher Einrichtungen sowie Wohnhäuser nach städtischem Vorbild.

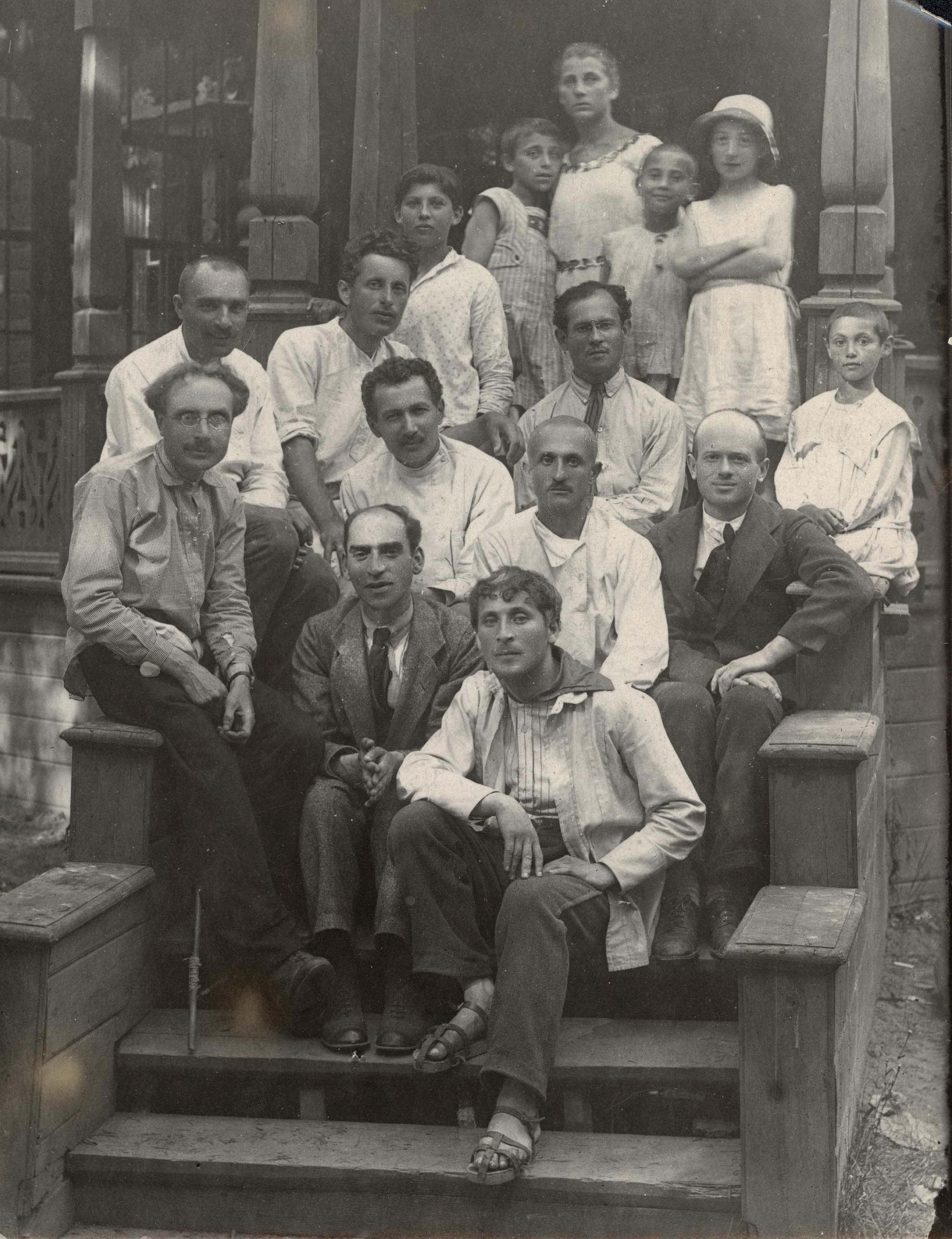
Mitarbeiter der Waisenkinderkolonie 1921. In der ersten Reihe Der Nister und Marc Chagall
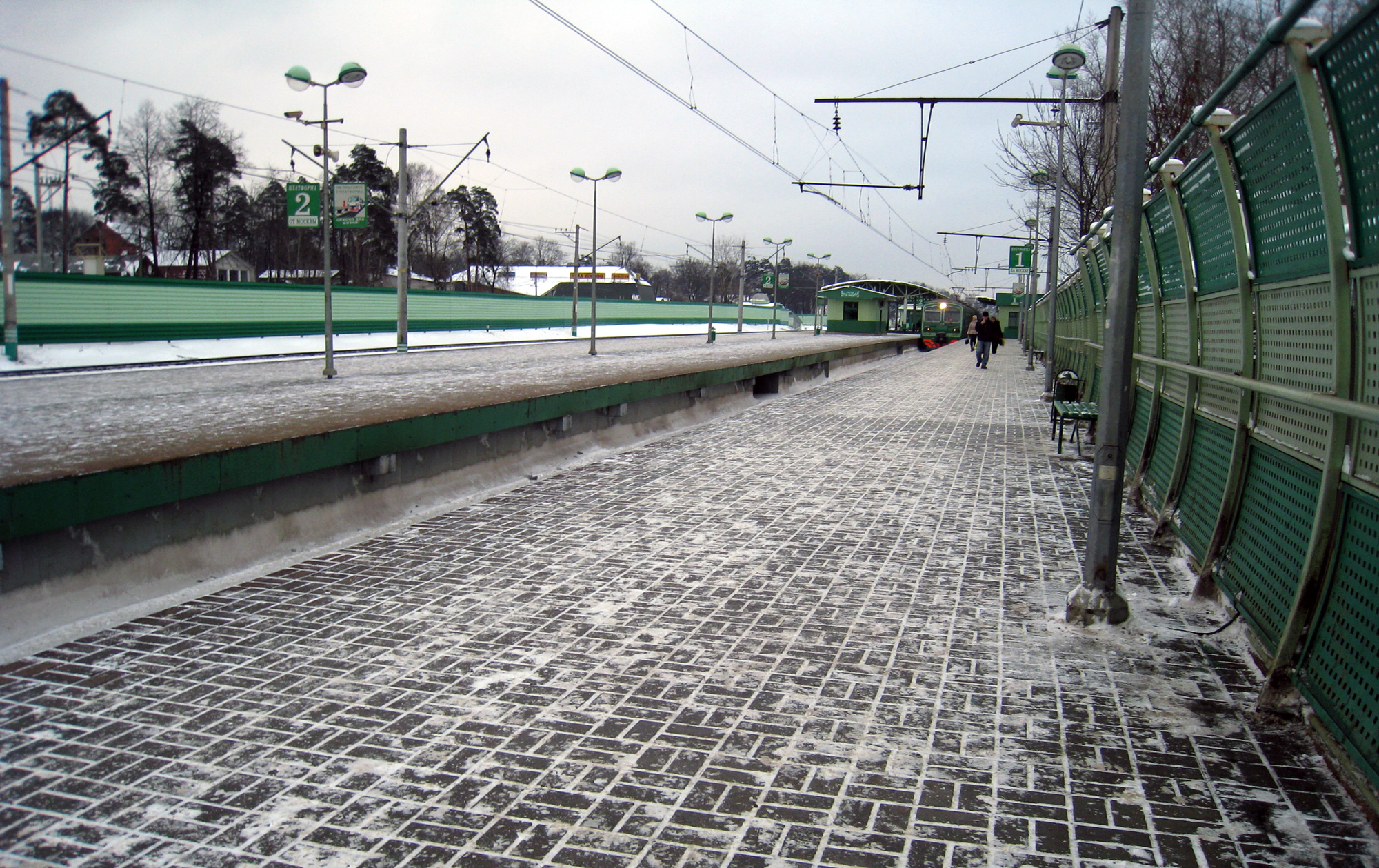
Bahnhof Malachowka

### Bevölkerungsentwicklung
| Jahr | Einwohner |
| ---- | --------- |
| 1926 | 4.639     |
| 1939 | 16.383    |
| 1959 | 27.849    |
| 1970 | 27.876    |
| 1979 | 28.052    |
| 1989 | 26.454    |
| 2002 | 18.552    |
| 2010 | 24.004    |

Anmerkung: Volkszählungsdaten

## Sehenswürdigkeiten
- Peter-und-Paul-Kirche (1902–1903)
- Gebäude der Mittelschule Nr. 48 (1908–1910)

## Söhne und Töchter des Ortes
- Alexander Jewsejenkow (* 1985), Eishockeyspieler
- Anschelina Polonskaja (* 1969), Dichterin
- Jelena Ponsowa (1907–1966), Schauspielerin, Synchronsprecherin und Schauspiellehrerin
- Irina Priwalowa (* 1968), Sprinterin und Hürdenläuferin
- Boris Starostin (1939–2009), Wissenschaftshistoriker, Philosoph, Dichter und Übersetzer
- Boris Struminski (1939–2003), Physiker
- Liste großer Siedlungen in Russland